# كازويوشي كانيكو
كازويوشي كانيكو هو سياسي ياباني، ولد في 20 ديسمبر 1942 في تاكاياما في اليابان. نشط حزبياً في الحزب الليبرالي الديمقراطي الياباني. وقد انتخب عضو مجلس النواب الياباني ‏ عن دائرة Gifu 4th district ‏ وقد انضم خلال فترته النيابية ‏ للكتلة البرلمانية الحزب الليبرالي الديمقراطي الياباني.